# Jacques de Souvré
Pour les articles homonymes, voir Souvré.
Jacques de Souvré, né en 1600 et mort le 22 mai 1670 à Paris, est un militaire et religieux français, prieur de France de l'ordre de Saint-Jean de Jérusalem, ambassadeur de l'Ordre, commandant des galères de France, et 44e abbé du Mont Saint-Michel, de 1643 à 1670.

## Biographie

### Entourage familial
Fils cadet de Gilles de Souvré, marquis de Courtanvaux, un des favoris du roi Henri III, précepteur de Louis XIII, maréchal de France, et de Françoise de Bailleul, Jacques de Souvré est baptisé à l'église Saint-André des Arts à Paris. 
Il est le frère de Gilles de Souvré, évêque d'Auxerre, de Françoise de Souvré, gouvernante du dauphin, futur Louis XIII, et de la femme de lettre Madeleine de Souvré. 
Sa famille occupe le premier rang à la Cour.

### Carrière ecclésiastique
Jacques de Souvré est présenté de minorité au grand prieuré de France le 21 mars 1605. Il obtient, de grâce magistrale, la commanderie d'Avalleur le 10 janvier 1616, qu'il permute le 17 août 1652, toujours de grâce magistrale, avec celle de Pontaubert ; ces deux commanderies appartiennent au grand prieuré de Champagne.
Le 2 mai 1643, il est nommé ambassadeur à la cour de France, puis le 31 janvier 1648, ambassadeur extraordinaire auprès des Provinces-Unies. 
Il est élu hospitalier le 21 juin 1655, devient Bailly de  Morée le 15 février 1663.
Au grand prieuré de France, il est commandeur de Louviers et de Vaumion, puis améliori de la commanderie de Boncourt. Il obtient le prieuré de France en mars 1667.
Le monastère du Mont-Saint-Michel, où le précédent abbé Ruzé d'Effiat n’avait laissé d’autres souvenirs que des épisodes judiciaires, fut accordé à Jacques de Souvré, chevalier de l’ordre de Saint-Jean de Jérusalem, commandeur de Valence, etc. officier distingué, qui avait donné les preuves du plus remarquable courage au siège de Casal, et surtout à celui de Porto-Longone, où il commandait les galères de France.
Aimable, spirituel, épicurien, Souvré brilla parmi tous les grands seigneurs de son époque par l'éclat et la légèreté de son esprit, et son amour des plaisirs et des belles-lettres. Ses salons et sa table réunissaient tout ce que la cour et les lettres possédaient de beaux esprits, et de poètes gais et spirituels. Personne n'appréciait mieux la qualité des vins, aussi l'ordre auquel il avait les plus incontestables droits est celui qu'il fit naître, et qui fut baptisé au bruit des verres : l’« Ordre des Coteaux », par homonymie avec le célèbre ordre de Cîteaux et dont il faisait parie à côté de Villandri et des frères Broussin.

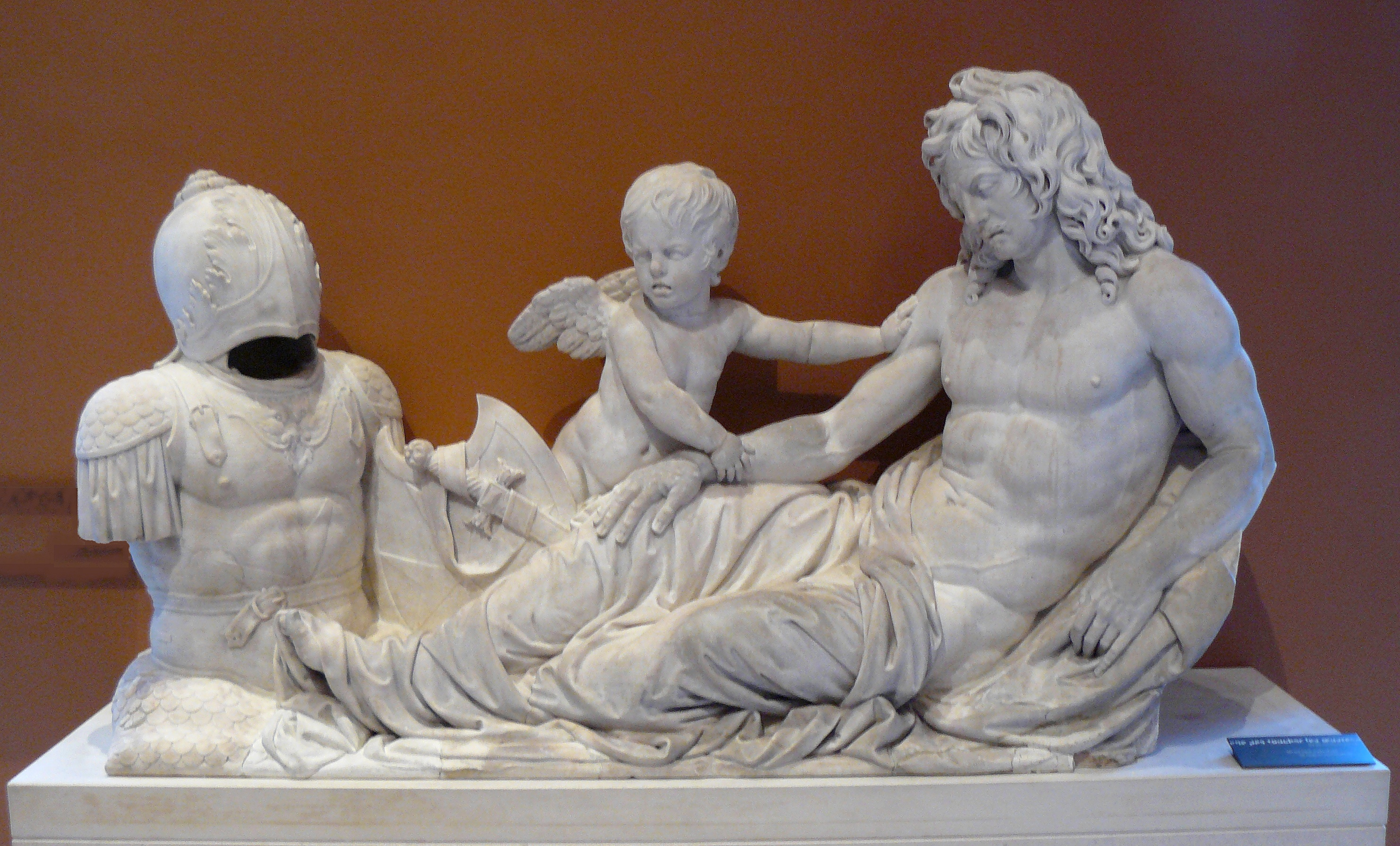
François Anguier, Effigie funéraire de Jacques de Souvré (1600-1670), chevalier de l'ordre de Malte, grand prieur de France (1667), fils du maréchal de France Gilles de Souvré, 1667, Paris, musée du Louvre.

À sa nomination à la prélature de l’abbaye du Mont-Saint-Michel, Souvré délégua l’un des chanoines de la cathédrale d’Avranches pour prendre possession, en son nom, de cette riche commende. Voulant s’affranchir des charges flottantes attachées à ce bénéfice, ce prélat compléta, par de nouvelles stipulations, le concordat intervenu entre les religieux et ses prédécesseurs. La communauté se chargea de la restauration des bâtiments monastiques pour la somme de 6 000 livres, et assuma sur elle, moyennant 1 200 livres annuelles, toutes les dépenses que pouvait nécessiter à l’avenir l’entretien des édifices, les désastres imprévus étant seuls exceptés ; le trésor conventuel ne devait concourir à leur réparation que jusqu’à concurrence de 6 000 livres. Cet accord fut homologué par le parlement de Rouen, le 18 juin 1646.
Dominique Gaillard, qui était alors prieur de cette abbaye, ne tarda pas à être remplacé par un autre prieur. Charles Bateau fut investi de cette place, par la décision du chapitre général de l’ordre ; il en prit possession le 27 juin 1648. En 1669, le chapitre général confirma le titre de prieur à Michel Gazon.
Il est aussi abbé commendataire de l'abbaye Saint-Michel de Tonnerre et de l'abbaye Saint-Michel du Tréport, où il se montra assez généreux, quand on put lui faire comprendre qu'il y avait de pressants besoins. Il fit faire des travaux importants à l'église abbatiale et au cloître. Il se prêta, avec beaucoup de bonne volonté, à l'introduction de la Congrégation de Saint-Maur dans son abbaye du Tréport, pour laquelle il passa un traité, le 18 octobre 1659, avec le supérieur général de la congrégation. Il semble qu'à partir de ce jour, l'abbé de Souvré ait un peu trop compté sur les ressources des nouveaux moines pour entretenir son abbaye. Dom Coquelin le représente « comme généreux et libéral ».
Souvré meurt le 22 mai et est inhumé le 28 mai 1670 dans l’église Sainte-Marie du Temple à Paris. 
Son portrait a été gravé par Jean Lenfant d’après un tableau de Pierre Mignard. 

## Sépulture

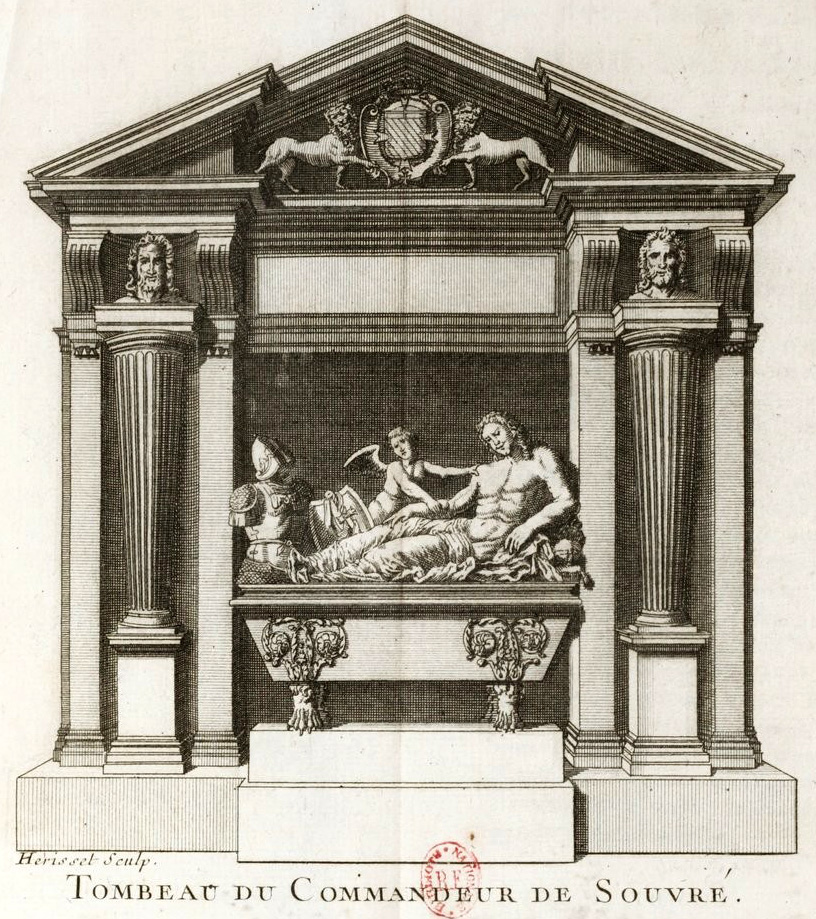
Antoine Hérisset, Tombeau du commandeur de Souvré, 1742, gravure d'après l'œuvre de François Anguier.

Un cénotaphe en marbre blanc fut sculpté par François Anguier pour l’église du prieuré hospitalier de Saint-Jean de Latran à Paris. 
Lors de la destruction de l'église, le cénotaphe fut démonté. Le monument funéraire fut transporté aux Petits Augustins, puis transféré en 1795 au musée des Monuments français, créé par Alexandre Lenoir,. De 1837 à 1850, il fut exposé dans les galeries historiques du château de Versailles. Depuis 1850, il est conservé à Paris au musée du Louvre . 
Deux colonnes en marbre provenant de ce monument furent longtemps exposées dans le parc du château de Versailles, avant de rejoindre à leur tour, en 2007, les collections du musée du Louvre . 
Une maquette préparatoire en terre cuite de ce monument funéraire fut vendue aux enchères à Versailles le 18 juin 2023 par l'étude Osenat et préemptée par le musée du Louvre moyennant 2,5 millions d'euros, frais compris ,.